# Zagarise
Zagarise és un municipi italià, situat a la regió de Calàbria i a la província de Catanzaro. Ocupa una superfície de 49,33 quilòmetre quadrat i tenia 1,425 habitants a l'1 gener 2023.

## Demografia
| 1861  | 1871  | 1881  | 1901  | 1911  | 1921  | 1931  | 1936  | 1951  | 1961  | 1971  | 1981  | 1991  | 2001  | 2011  | 1r gener 2017 | 1r gener 2018 | 1r gener 2023 |
| 1.232 | 1.303 | 1.267 | 1.604 | 1.798 | 1.872 | 1.981 | 2.144 | 2.676 | 2.603 | 2.536 | 2.621 | 2.493 | 2.434 | 1.849 | 1.628         | 1.604         | 1.425         |

## Administració
| Dates mandat | Nom de l'alcalde/ssa | Causa finalització |
| ------------ | -------------------- | ------------------ |